# Tipula meliuscula
Tipula meliuscula är en tvåvingeart som beskrevs av Alexander 1920. Tipula meliuscula ingår i släktet Tipula och familjen storharkrankar.
Artens utbredningsområde är Sierra Leone. Inga underarter finns listade i Catalogue of Life.